# Swertia tetrandra
Swertia tetrandra är en gentianaväxtart som beskrevs av Ferdinand von Hochstetter. Swertia tetrandra ingår i släktet Swertia och familjen gentianaväxter. Inga underarter finns listade i Catalogue of Life.